# Repubblica di Tarnobrzeg

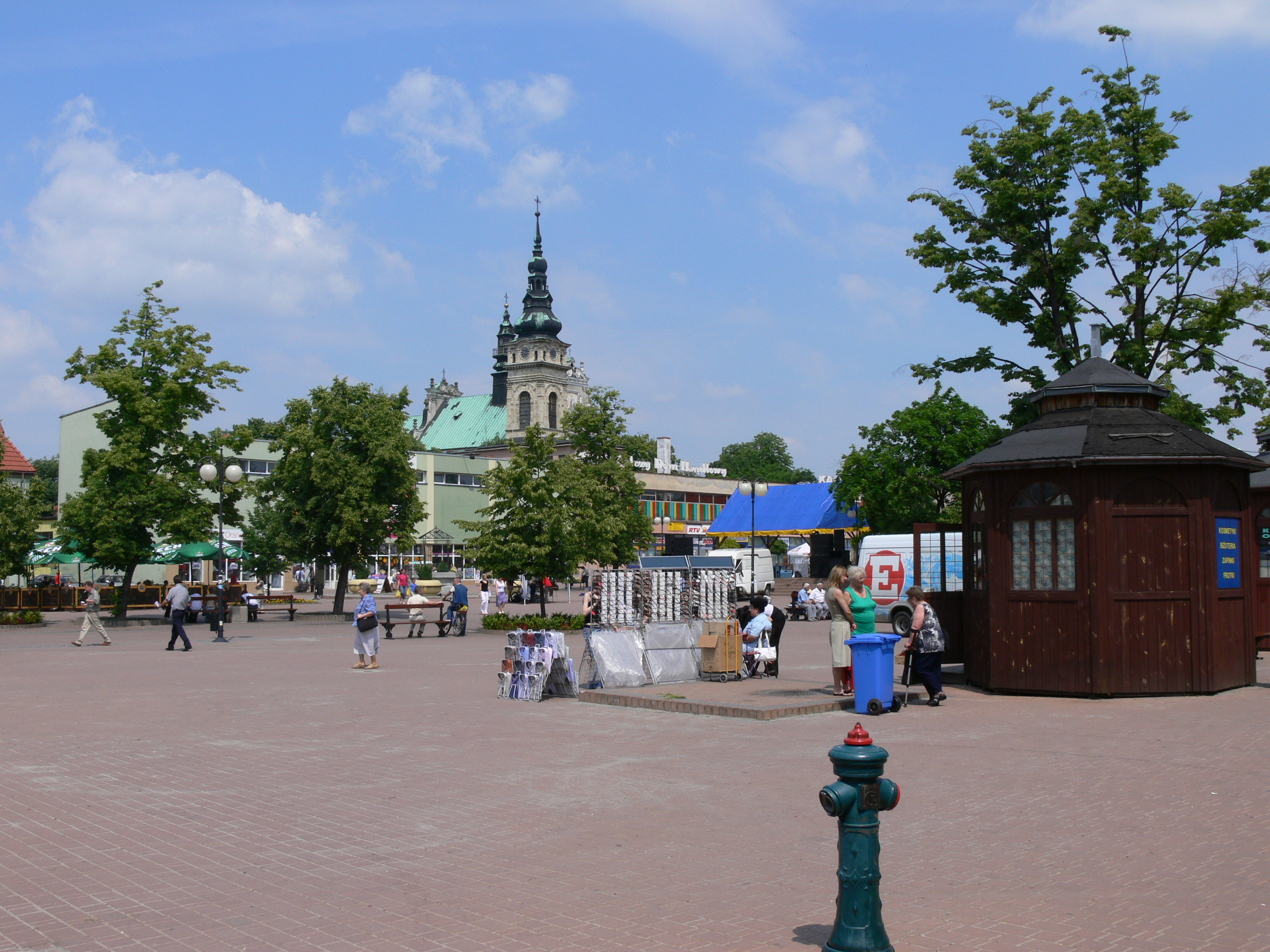
La città di Tarnobrzeg.

La Repubblica di Tarnobrzeg (in polacco Republika Tarnobrzeska, IPA: [rɛpuˈblika tarnɔˈbʐɛska]) fu un'entità di breve durata, proclamata il 6 novembre 1918 nella città polacca di Tarnobrzeg. I suoi principali fondatori furono due attivisti socialisti Tomasz Dąbal e il prete cattolico Eugeniusz Okoń.
Le autorità che erano state incaricate dalla Commissione di liquidazione polacca furono rimosse e vennero nominate le proprie autorità locali.
La repubblica comprendeva le aree situate alla confluenza dei fiumi Vistola e San.

## Storia
L'idea della Repubblica aveva le sue radici nelle manifestazioni di massa dei contadini, che si svolgevano quasi quotidianamente nell'autunno del 1918. Il 1º ottobre 1918 la notizia della disgregazione dell'Austria-Ungheria raggiunse Tarnobrzeg e fu rapidamente istituito il Comitato distrettuale di autodifesa, composto principalmente da attivisti della Democrazia nazionale e da persone subordinate a Zdzisław Tarnowski, il comitato immediatamente subordinato alla Commissione di liquidazione polacca. Alla maggior parte dei contadini non piacevano le nuove autorità. Il 6 novembre, dopo una manifestazione con circa 30.000 persone, i contadini locali decisero di approfittarne e prendere il potere.
Quando a Tarnobrzeg giunsero notizie della rivoluzione russa, gli attivisti socialisti decisero di seguire le idee comuniste. Chiesero la liquidazione del governo capitalista e l'introduzione di una riforma agraria, che avrebbe portato a togliere la terra ai ricchi proprietari e a darla ai contadini poveri. Inoltre, sotto la guida di Okoń e Dąbal, i contadini iniziarono a organizzare l'amministrazione locale e una milizia contadina.
La Repubblica di Tarnobrzeg fu soppressa dalle unità dell'esercito polacco appena creato all'inizio del 1919. Padre Okoń fu arrestato ma presto rilasciato, quando la gente del posto lo elesse al parlamento polacco.